# Béketelep (Szeged)
Béketelep Szeged egyik városrésze. A telep mai területét már 1740-ben is említettek akkor még Francia-högy néven. Bálint Sándor szerint Béketelepet 1900-ban alapította Csányi János, aki vasutasok számára biztosított olcsó telkeket. 1911-ben a Családi otthon nevet kapta, majd Aigner-telep lett a neve. Mai nevét 1950-ben vette fel.